# The Cows
The Cows est un groupe de noise rock américain, originaire de Minneapolis, dans le Minnesota. Il est formé en 1987 et dissous en 1998. Les membres étaient connus pour leur mélange sans égal de punk rock et de blues, le tout accompagné d'une bonne dose de bruit.

## Biographie

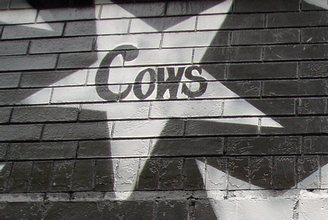
Étoile du groupe au First Avenue de Minneapolis.

Le groupe est formé en 1986 par Kevin Rutmanis à la basse, Thor Eisentrager à la guitare, et par le chanteur Norm Rogers et le batteur Sandris Rutmanis. Norm Rogersquitte le groupe en janvier 1987 pour se consacrer au Jayhawks, revenant en 1990 à la batterie. Shannon Selberg devient le premier chanteur du groupe en janvier 1987. Sandris quitte le groupe en janvier 1989.
Leurs albums CD sont, à l'heure actuelle, très durs à trouver, sachant que la plupart d'entre eux ne sont plus édités (seuls Whorn et Orphans's Tragedy le sont encore). Certains disent que leur album le plus apprécié est le Cunning Stunts de 1992. Certains de leurs albums, comme le Taint Pluribus Taint Unum de leurs débuts, ne sont jamais sortis en CD. Ils ont une étoile sur qui est probablement le lieu le plus connu de la région, le First Avenue.

## Membres
- Thor Eisentrager – guitare (1987–1998)
- Kevin Rutmanis – basse (1987–1998)
- Shannon Selberg – voix, cornes (1987–1998)
- Freddy Votel – batterie (1995–1998)
- Norm Rogers – batterie (1990–1995)
- Tony Oliveri – batterie (1988–1990)
- Sandris Rutmanis – batterie (1987–1988)
- David van der Steen – Fifth Udder (1987–1992)

## Discographie
- 1987 : Taint Pluribus Taint Unum (Treehouse Records)
- 1988 : Daddy Has a Tail (Amphetamine Reptile Records)
- 1990 : Effete and Impudent Snobs (Amphetamine Reptile Records)
- 1991 : Peacetika (Amphetamine Reptile Records)
- 1992 : Cunning Stunts (Amphetamine Reptile Records)
- 1993 : Sexy Pee Story (Amphetamine Reptile Records)
- 1994 : Orphan's Tragedy (Amphetamine Reptile Records)
- 1995 : Old Gold 1989-1991 (Amphetamine Reptile Records)
- 1996 : Whorn (Amphetamine Reptile Records)
- 1998 : Sorry in Pig Minor (Amphetamine Reptile Records)